# M1 Combat Car
L'M1 Combat Car è stato un carro armato leggero statunitense progettato durante gli anni trenta per dotare la branca della cavalleria di mezzi corazzati suoi propri.

## Storia
La prima guerra mondiale aveva introdotto il carro armato sui campi di battaglia, rivoluzionando i concetti e le tattiche fino ad allora consolidate. Subito dopo la fine del conflitto sorsero in diverse nazioni piani ambiziosi di meccanizzare o quantomeno motorizzare sia le ormai obsolete divisioni di cavalleria, sia di creare delle divisioni corazzate. Alla fine della guerra il Tank Corps americano contava 154 ufficiali e 2.508 tra sottufficiali e soldati, ed era dotato di 800 carri armati leggeri Renault FT, o le loro copie prodotte su licenza come M1917. Nel 1920 il Tank Corps venne sciolto, ed i suoi reparti ridistribuiti tra le grandi unità di fanteria. Nello stesso anno venne emanato negli Stati Uniti un National Defense Act per regolamentare la distribuzione dei carri armati, sia medi che leggeri. Venne stabilito che esclusivamente l'arma di fanteria poteva possedere tali mezzi. Nel 1929 il colonnello Adna R. Chafee organizzò la Mechanized Force, che raggruppava tutti i mezzi meccanizzati in dotazione all'US Army, e quindi anche quelli appartenenti alle unità di cavalleria.

### Sviluppo
Nel 1933 il Capo di Stato Maggiore dell'esercito, generale Douglas MacArthur, dette il suo avallo per iniziare i lavori di progettazione di carri armati, da utilizzare nell'ambito specificò. Al fine di dotare anche la cavalleria di reparti blindati, fu adottata una scappatoia burocratica definendo tutti i carri concepiti per l'arma della cavalleria come combat cars, traducibile in "automobili da combattimento". Inoltre anche i veicoli della cavalleria dovevano mantenerne le caratteristiche di base di quelli destinati alla fanteria, e venne posto l'accento su velocità, manovrabilità e potenza di fuoco. Tra il 1934 e il 1935 videro la luce tre prototipi denominati T2, T2E1 e T2E2, ispirati al Vickers 6-Ton britannico e concepiti per operare a supporto della fanteria; prendendo spunto da tali mezzi, il Rock Island Arsenal produsse un carro da cavalleria che venne designato T5 Combat Car, dotato di due torrette e sospensioni a molloni verticali al posto di quelle a balestra, più approssimative. Il T5 venne rimaneggiato e passò a una configurazione monotorretta, cambiando nome in T5E2: il mezzo piacque, tanto che venne standardizzato con la designazione M1 Combat Car e accettato in servizio nel 1937.

### Produzione
A partire dal 1937 il nuovo carro leggero iniziò lentamente ad entrare in servizio. La produzione avvenne presso il Rock Island Arsenal, e riguardò un totale di 106 esemplari.

### Impiego operativo
I carri M1 ebbero intenso impiego negli Stati Uniti durante le esercitazioni militari, o le grandi manovre tra armate contrapposte. Nel 1940 fu eliminata la definizione di "combat cars" e questi veicoli furono rinominati come "carri armati leggeri M1A2". Nel dicembre 1942 tutti gli M1 Combat Car e gli M2 Light Tank in servizio vennero dichiarati obsoleti, e rapidamente radiati.

## Caratteristiche tecniche
Carro armato leggero pesante in ordine da marcia 8.523 kg. Il propulsore radiale Continental W-670-8 a 7 cilindri, raffreddato ad aria, erogava la potenza di 250 hp. La velocità massima su strada era pari a 72 km/h, e l'autonomia massima era di 190 km la capacità di guado era pari a 1,10 m, il massimo ostacolo superabile era di 0,61 m, mentre la trincea superabile era di 1,20 m.
L'armamento si basava su 1 mitragliatrice Browning M2HB da 12,7 mm con 1 100 colpi, e di tre mitraghliatrici Browning M1919A4 da 7,62 mm, con 3 600 colpi complessivi.

## Versioni
- M1: versione originale, dotata di motore Continental W-670 Star di derivazione aeronautica da 250 HP, prodotta in 89 esemplari. L'armamento si basava su una mitragliatrice Browning M2 da 12,7 mm e due o tre Browning M1919A4 da 7,62 mm.[7]
- M1A1: seconda versione dotata di torretta a forma ottagonale, invece che di "D", prodotta in 17 esemplari.[7]
- M1A1E1: versione ricavata per conversione della M1 originale, prodotta in 7 esemplari. Il motore a benzina venne sostituito da un diesel Guiberson T-1020[10] erogante 245 hp a 2 200 giri/min.[7]
- M1A2: versione ricavata per conversione della M1A1, prodotta in 34 esemplari. Il motore originale a benzina venne sostituito da un diesel Guiberson T-1020 da 245 hp.[7]

### Periodici
- Nico Sgarlato, I carri armati leggeri americani, in Eserciti nella Storia, N.75, Parma, Delta Editrice, luglio-agosto 2013,  pp. 30-40, ISSN 1591-3031.